# ایستگاه متروی شهید صیاد شیرازی
ایستگاه متروی شهید صیاد شیرازی یکی از ایستگاه‌های خط ۳ متروی تهران است که در بزرگراه صیاد شیرازی، تقاطع مسیل باختر قرار دارد.
این ایستگاه در تاریخ ۱۷ آبان ۱۳۹۵ افتتاح شده و دارای ۱۶۰۰۰ متر مربع مساحت می‌باشد و در عمق ۲۸ متری زمین ساخته شده است.